# The Man from the Diner's Club
The Man from the Diner's Club is een Amerikaanse filmkomedie uit 1963 onder regie van Frank Tashlin. Destijds werd de film in Nederland uitgebracht onder de titel Gekken trekken de kaart.

## Verhaal
De crimineel Foots Pulardos is blut en zoekt een manier om naar Mexico te vluchten. Een vriendin stelt hem voor om lid te worden van Diners Club om zo aan geld te komen. De zenuwachtige kantoorklerk Ernie Klenk parafeert bij vergissing de betaalkaart voor Foots Pulardos. Wanneer zijn fout aan het licht komt, gaat hij op zoek naar de kaart. Door hun ontmoeting krijgt Foots Pulardos een nieuw plan om het land te ontvluchten.

## Rolverdeling
| Acteur              | Personage           |
| ------------------- | ------------------- |
| Danny Kaye          | Ernest Klenk        |
| Cara Williams       | Sugar Pye           |
| Martha Hyer         | Lucy                |
| Telly Savalas       | Foots Pulardos      |
| Everett Sloane      | Mijnheer Martindale |
| Kaye Stevens        | Bea Frampton        |
| Howard Caine        | Claude Bassanio     |
| George Kennedy      | George              |
| Jay Novello         | Mooseghian          |
| Ann Morgan Guilbert | Ella Trask          |
| Ronald Long         | Predikant           |